# Alejandro García Casañas
Alejandro García Casañas, més conegut com a Àlex, (Barcelona. 14 de gener de 1970) és un exfutbolista i entrenador català.

## Trajectòria
El 1984 entra al planter del FC Barcelona, provinent de la UE Cornellà. Va ser una de les promeses més destacades del conjunt blaugrana de la segona meitat dels 80, i membre de l'equip juvenil que va guanyar el títol de 1987. Les seues bones actuacions el duen a les seleccions espanyols sub-18 i sub-20 i a debutar amb el primer equip a la Supercopa de 1990.
Tot i això, en Lliga només juga al Barça B, arribant als 19 partits. La temporada 93/94 és cedit al Rayo Vallecano, amb qui apareix en 22 ocasions, els seus únics partits a la màxima divisió. A l'any següent torna a ser cedit, aquesta vegada al Palamós CF, de Segona Divisió. Amb els empordanencs, juga 32 partits. Després, va militar al Cadis CF, al Granada CF i al Nàstic de Tarragona abans de retirar-se el 2001.
Posteriorment, ha seguit vinculat al món del futbol com a entrenador en categories inferiors del FC Barcelona. Entre novembre de 2014 i febrer del 2015 fou l'entrenador del Centre d'Esports Sabadell, però fou destituït amb l'equip cuer de la segona divisió, i substituït per Juan Carlos Mandiá.